# Nassim El Massoudi
Pour les articles homonymes, voir Massoudi.
Nassim El Massoudi (en arabe : نسيم المسعودي), né le 19 février 2008 à Düsseldorf, est un footballeur marocain qui joue au poste de défenseur central au Bayer Leverkusen.

## Biographie

### Carrière en club
Né à Düsseldorf en Allemagne, Nassim El Massoudi est d'abord passé par le Fortuna Düsseldorf, avant d'intégrer dès 2018 le centre de formation du Bayer Leverkusen, où il s'illustre d'abord avec les équipes de jeunes,,,.

### Carrière en sélection
Nassim El Massoudi est international marocain junior dès les moins de 16 ans en 2024.
En mars 2025 il est convoqué avec l'équipe du Maroc des moins de 17 ans pour participer à la Coupe d'Afrique des nations des moins de 17 ans qui a lieu en mars puis avril à domicile,.
Titulaire lors de la compétition, il fait partie des joueurs les plus en vue de l'équipe, alors que le Maroc atteint la finale de la compétition après sa victoire aux tirs au but face à la Côte d'Ivoire (0-0 dans le temps réglementaire),,. Après un autre match nul et vierge (victoire 4-2 aux tirs au but) face au Mali, les marocains remportent le premier titre de leur histoire dans la compétition,.

## Palmarès

### En sélection
- Maroc -17 ans
  - Coupe d'Afrique des nations
    -  Vainqueur en 2025

  - Championnat d'Afrique du Nord
    -  Médaille de bronze en 2024